# Stictostix californica
Stictostix californica är en skalbaggsart som först beskrevs av Horn 1870.  Stictostix californica ingår i släktet Stictostix och familjen stumpbaggar. Inga underarter finns listade i Catalogue of Life.